# Ostratice
Ostratice (Hongaars: Sándori) is een Slowaakse gemeente in de regio Trenčín, en maakt deel uit van het district Partizánske.
Ostratice telt 866 inwoners.